# فن المرسومات

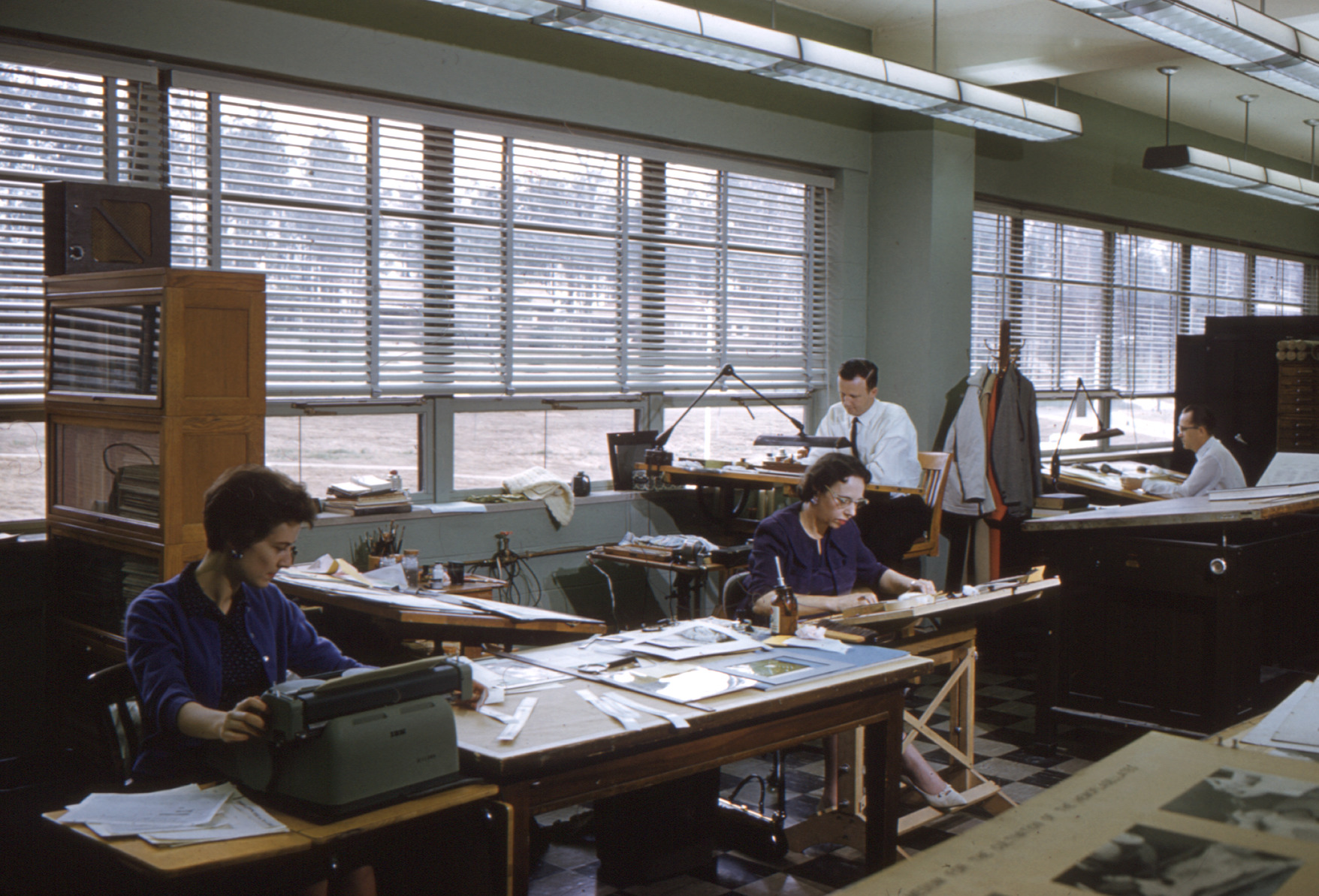
فنانو المرسومات في العمل خلال الستينيات

فن المرسومات أو الفن التخطيطي فئة من الفنون الجميلة ويشمل نطاقًا واسعًا من التعبير الفني البصري، وعادةً ما يكون ثنائي الأبعاد، أي يُنتج على سطح مستو. ويشير المصطلح عادة إلى الفنون التي تعتمد على الخط أو اللون أو النغمة، وخاصة الرسم وأشكال النقش المختلفة؛  من المفهوم أحيانًا أنها تشير على وجه التحديد إلى عمليات الطباعة مثل نقش الخط والحفر المائي والحفر الإبري والتنميش ، والنقش التظليلي والنمط الأحادي ، والطباعة الحجرية وطباعة الشاشة الحريرية (الشاشة الحريرية، والطباعة الخطية). يشمل فن المرسومات في الغالب فن الخط والتصوير الضوئي والرسم وفن صياغة الحروف والرسومات الحاوسبيةوالتجليد. ويشمل أيضًا المخططات والتخطيطات المرسومة للتصميمات الداخلية والمعمارية. 